# Послеродовая хандра
Послеродовая хандра — распространённое состояние, которое начинается вскоре после родов и может проявляться различными симптомами, такими как перепады настроения, раздражительность и плаксивость. Матери могут испытывать симптомы плохого настроения, смешанные с периодами радости. До 85 % молодых матерей страдают послеродовой хандрой, симптомы которой проявляются в течение нескольких дней после родов и продолжаются до двух недель. Применяется поддерживающие лечение, включая обеспечение здорового сна и эмоциональной поддержки. Если симптомы достаточно серьёзны, чтобы повлиять на повседневное функционирование, или длятся более двух недель, следует обследовать человека на предмет связанных послеродовых психических расстройств, таких как послеродовая депрессия и послеродовая тревога. Достоверные данные о методах профилактики отсутствуют, однако для облегчения дистресса пациенток полезно проводить обучение.

## Признаки и симптомы
Симптомы послеродовой хандры могут значительно варьироваться от одного человека к другому и от одной беременности к другой. Многие симптомы послеродовой хандры совпадают как с обычными симптомами, которые испытывают молодые родители, так и с послеродовой депрессией. У людей с послеродовой хандрой наблюдаются более лёгкие симптомы, менее мешающие их повседневному функционированию, по сравнению с людьми с послеродовой депрессией. Симптомы послеродовой хандры включают, но не ограничиваются следующими:
- Плаксивость или плач «без причины»
- Перепады настроения
- Раздражительность
- Беспокойство
- Трудность в принятии решений
- Потеря аппетита
- Усталость
- Проблемы со сном
- Трудности с концентрацией внимания
- Сочетание симптомов повышенного и сниженного настроения[4]

Послеродовая хандра часто рассматривается как один из факторов того, что женщины заболевают униполярной депрессией гораздо чаще, чем мужчины.

### Манифестация болезни
Симптомы послеродовой хандры обычно проявляются в течение нескольких дней после родов и часто достигают максимума к четвёртому или пятому дню.

### Продолжительность
Послеродовая хандра может длиться от нескольких дней до двух недель. Если симптомы длятся более двух недель, необходимо обследование на предмет послеродовой депрессии.

## Причины
Причины послеродовой хандры до сих пор не установлены. Большинство гипотез основаны на пересечении значительных биологических и психосоциальных изменений, которые происходят во время родов.

### Психосоциальные причины
Беременность и роды — важные жизненные события, предрасполагающие к хандре. Даже при запланированной беременности нормально испытывать чувство сомнения или сожаления, и требуется время, чтобы привыкнуть к новорождённому. Чувства, о которых обычно сообщают родители, и изменения образа жизни, которые могут способствовать развитию ранних послеродовых симптомов настроения, включают:
- Усталость после родов
- Уход за новорождённым, требующим круглосуточного внимания
- Недосыпание
- Отсутствие поддержки со стороны семьи и друзей
- Напряжение в браке или отношениях
- Изменения в домашнем и рабочем распорядке
- Финансовые проблемы
- Нереалистичные ожидания
- Социальное или культурное давление с целью быстрого восстановления после беременности и родов
- Сомнения в способности заботиться о ребёнке
- Гнев, растерянность или чувство вины, особенно у родителей недоношенных или больных детей.

### Факторы риска
Большинство изученных факторов риска не показали однозначной связи с послеродовой хандрой. К ним относятся социально-демографические факторы, такие как возраст и семейное положение, акушерские факторы, такие как осложнения при родах или низкая масса тела при рождении.
Фактором, наиболее достоверно предсказывающим послеродовую депрессию, является наличие депрессии в анамнезе. Это представляет особый интерес, учитывая взаимосвязь послеродовой хандры с послеродовой депрессией: послеродовая депрессия в анамнезе является фактором риска развития послеродовой хандры, а послеродовая хандра повышает риск развития последующей послеродовой депрессии.

## Диагностика

### Классификация
Точная диагностическая классификация послеродовой хандры отсутствует. Послеродовая хандра долгое время считалась самым лёгким состоянием в спектре послеродовых психических расстройств, включающем послеродовую депрессию и послеродовой психоз. Однако в литературе обсуждается возможность того, что послеродовая хандра может быть независимым расстройством.

### Критерии
Стандартных критериев диагностики послеродовой хандры не существует. В отличие от послеродовой депрессии, послеродовая хандра не является диагнозом, включённым в Диагностическое и статистическое руководство по психическим расстройствам пятой редакции (2013). 
Исследователи использовали различные диагностические инструменты в проспективных и ретроспективных исследованиях послеродовой депрессии, в том числе перепрофилировали инструменты скрининга, такие как Эдинбургская шкала послеродовой депрессии (EPDS) и Шкала депрессии Бека (BDI), а также разработали шкалы, специфичные для депрессии. Примеры шкал, специфичных для хандры, включают Maternity Blues Questionnaire и шкалу Штейна.

## Лечение
Послеродовая хандра — это самоограниченное состояние[неизвестный термин]. Обычно симптомы исчезают в течение двух недель с момента появления без какого-либо лечения. Тем не менее существует ряд рекомендаций, помогающих облегчить симптомы, в том числе:
- Здоровый сон
- Отдых и занятие любимыми делами
- Обращение за помощью к семье и друзьям
- Общение с другими родителями
- Отказ от психоактивных веществ, которые могут отягощать расстройство настроения
- Понимание того, что такие симптомы очень распространены и пройдут сами по себе.

Если симптомы не исчезнут в течение двух недель или если они мешают нормальной жизни, пациенткам рекомендуется связаться со своим лечащим врачом. Ранняя диагностика и лечение более тяжёлых послеродовых психических расстройств, таких как послеродовая депрессия, послеродовая тревога и послеродовой психоз, имеют решающее значение для клинического исхода как для матери, так и для ребёнка.

## Распространённость
Послеродовая хандра — очень распространённое состояние, от которого страдают около 50—80 % молодых матерей, согласно большинству источников. Однако оценки распространённости в литературе сильно различаются: от 26 до 85 %, в зависимости от используемых критериев. Определение точной эпидемиологии затруднено из-за отсутствия стандартизированных диагностических критериев, непоследовательности представления медицинской помощи и методологических ограничений ретроспективного сообщения о симптомах.
Фактические данные свидетельствуют о том, что послеродовая хандра существует в разных странах и культурах, однако показатели распространённости значительно различаются. Например, сообщения о распространённости послеродовой хандры в литературе варьируются от 15 % в Японии до 60 % в Иране. Одним из объяснений этой неоднородности может быть разница культурных норм и ожиданий.